# Jurjentje Aukes Rauwerda
Jurjentje Aukes Rauwerda, född 14 december 1812, död 3 oktober 1877, var en nederländsk prostituerad och bordellägare. Hon var den mest kända inom sitt yrke i Nederländerna under sin samtid, och hon grundade och drev Nederländernas mest berömda bordell Maison Weinthal mellan 1848 och 1877.

## Biografi

### Bakgrund
Rauwerda föddes i byn Oenkerk nära Leeuwarden i Friesland. Hennes föräldrar var snickaren Auke Klases Rauwerda (1777–1858) och Blijke Jurjens Uitterdijk (1775–1851). Hon fick 1835 en dotter, som levde hos hennes föräldrar; 1837 nedkom hon med en son som avled strax därefter, 1839 med ytterligare en son som avled och 1842 med en fjärde son. 

### Yrkesliv
Det är inte känt när Rauwerda inledde sin karriär inom prostitution. 1843 uppgavs hon vara sömmerska i sin hemstad Leeuwarden. Samma år gifte hon sig med den judiske Benjamin Weinthal Salomon, med rötter från Deventer alternativt tyska Emden.
Paret flyttade 1847 till Groningen men slog sig redan därpå ner i Amsterdam. Där inköpte de flera fastigheter på gångstånd från kungliga slottet, vid Pijpenmarkt (dagens Nieuwezijds Voorburgwal). De slog ihop husen och öppnade därefter en bordell i fastigheten. Paret separerade 1853, och maken beskrev sig då som köpman. Rauwerda och hennes barn bodde dock även fortsättningsvis kvar i byggnaden vid Pijpenmarkt.
Maison Wienthal var mycket framgångsrikt. 1852 räknade det officiellt sex anställda, året därpå 15 (från Nederländerna, Tyskland och Frankrike), och mellan 1864 och 1875 ska 225 prostituerade ha varit anställda där.
Vid makens död 1855 taxerades Rauwerda som mycket förmögen. Vid bouppteckningen efter makens död noterades knappt 4 600 gulden i Rauwerdas kassaskåp, utöver en stor mängd juveler i guld och silver. En av hennes två äldsta barn ryktades vara son till kung Vilhelm III. Flera av barnen noterades omväxlande med efternamnen Weinthal och Rauwerda. I samband med arvsskiftet uppenbarade sig Benjamins dotter Lisette Weinthal (född 1826) och krävde sin del av arvet.

### Död och efterspel
Rauwerda avled 1877 i Amsterdam, i 64 års ålder. Efter hennes död drevs bordellen vidare av hennes dotter Jacoba Rauwerda (1835–1919). Den bytte namn till Hotel Wienthal 1897, när bordeller förbjöds enligt en ny lokal ordningsstadga och stängdes slutligen 1902.